# جون كوك
جون كوك (بالإنجليزية: John Cocke)‏ (ولد في 30 مايو 1925 وتوفي في 16 يوليو 2002) عالم حاسوب أمريكي، اشتهر في مجال علم الحاسوب بعمله على معمارية الحاسوب وتحسين تصميم مصرف (برمجة) ومجموعة تعليمات بنية الحاسب، فاز بجائزة تورنغ في عام 1987.